# Comisión Internacional de Nomenclatura Zoológica
La Comisión Internacional de Nomenclatura Zoológica (conocida internacionalmente por sus siglas en inglés ICZN) es una organización dedicada a "obtener y desarrollar estabilidad y consenso en la nominación científica de animales". 

## Descripción
Fue fundada en 1895, y tiene 28 miembros de 20 países, básicamente taxónomos zoólogos practicantes. Sus miembros son elegidos por pares respondiendo en Asambleas Generales de la Unión Internacional de Ciencias Biológicas (IUBS) u otros Congresos Internacionales. El trabajo de la Comisión es soportado por un pequeño Secretariado, con base en el Museo de Historia Natural de Londres, y con fondos del Trust Internacional para la Nomenclatura Zoológica (ITZN), una organización benéfica. La Comisión asiste a la comunidad zoológica "a través de la generación y diseminación de información sobre el correcto uso de los nombres científicos de animales".
La ICZN publica el Código Internacional de Nomenclatura Zoológica (también conocido como "El Código"), conteniendo las reglas formales "universalmente aceptadas que gobiernan la aplicación de los nombre científicos de todos los organismos que son tratados de animales." La Comisión también provee de reglas para problemas individuales puestos bajo su atención, como arbitraje pudiendo ser necesario en casos contenciosos, donde la estricta adhesión al Código podría interferir con la estabilidad del uso (p. ej., ver nombre conservado). Esas reglas se publican en el Bulletin of Zoological Nomenclature.
ZooBank, un registro propuesto de los nombres científicos de cada especie animal conocida, fue lanzado el 10 de agosto de 2006.